# Aleksandra Borkowska
Aleksandra Paulina Borkowska (ur. 22 czerwca 1824 w Sternalicach, zm. 24 lutego 1898 w Warszawie) – polska redaktorka, pisarka dla młodzieży, działaczka społeczna.

## Życiorys
Urodziła się w 1824 w rodzinie Franciszka i Konstancji z Orłowskich małżonków Chomętowskich w Usarzewie w ziemi sandomierskiej. W domu rodzinnym otrzymała staranne wychowanie. W 1845 wyszła za mąż za Józefa Dunin Borkowskiego właściciela dóbr Żelizna na Podlasiu i po trzech latach została wdową, gdyż mąż zmarł na cholerę.
Po śmierci męża przybyła do Warszawy i w niedługim czasie wspólnie z Józefą Śmigielską wydawała opowiadania historyczne. Pisała opowiadania do Rozrywek dla młodocianego wieku Seweryny z Żochowskich Pruszakowej i w latach 1861-65 wraz z J. Śmigielską redagowała Kółko Domowe. Od 1868 redagowała Kronikę Rodzinną, i od 1889 odpowiadała za część literacką Wieczorów Rodzinnych. W działalności wspierana była przez swoich braci Władysława i Stanisława, którzy zamieszczali w jej wydawnictwach swoje materiały, a Stanisław współredagował Kronikę Rodzinną.
Aleksandra Borkowska zajmowała się również intensywnie działalnością filantropijną. Dzięki jej staraniom powstał zakład dla nieuleczalnych kalek, schronisko dla nauczycielek oraz przytułek dla służących. Po śmierci swojej ciotki Izabelli z Orłowskich Piłsudskiej przejęła opiekę nad schroniskiem dla paralityków i domem dla samotnych kobiet, którymi opiekowała się jej kuzynka. Sprawowała również opiekę nad Ochronką im. św. Pawła przy Nowym Świecie w Warszawie. 
Zmarła w Warszawie 24 lutego 1898 i pochowana została na cmentarzu Powązkowskim. 

## Twórczość
- "Obrazki z życia świątobliwych Polaków i Polek", Warszawa,
- "Wspomnienia z przeszłości", Warszawa
- "Maryja Klementyna Sobieska, opowiadanie o wnuczce króla Jana III", Warszawa,
- "Wakacye Janka i Zosi", wspólnie z Marią Zaleską
- "Nad Bałtykiem",
- "Panna Marychna z Oporowa",
- książeczki do nabożeństwa
  - "Ołtarzyk żałobny",
  - "Ołtarzyk codzienny".

W latach 80. XX wieku do Archiwum Zamku Królewskiego w Warszawie trafił zbiór listów z XIX wieku. Adresatką ponad 150 listów jest Aleksandra Borkowska. Wśród nadawców korespondencji znajdują się między innymi: tłumaczka Maude Biggs,  Ignacy Domejko (pseud. Żegota), Jan Czeczot, Józef Ignacy Kraszewski, Józef Kremer, Joachim Lelewel, Teofil Lenartowicz, Jadwiga Łuszczewska (pseud. Deotyma), Wincenty Pol, Lucjan Hipolit Siemieński, Henryk Siemiradzki, Aleksander Tyszyński, Karolina z Iwanowskich Sayn-Wittgensteinowa, Walerian Antoni Wróblewski, Jan Zachariasiewicz.